# Адміністративний устрій Білогірського району (Хмельницька область)
Адміністративний устрій Білогірського району — адміністративно-територіальний поділ Білогірського району Хмельницької області на 2 селищні громади та 15 сільські ради, які об'єднують 74 населені пункти та підпорядковані Білогірській районній раді. Адміністративний центр — смт Білогір'я.

## Список громадБілогірського району
- Білогірська селищна громада
- Ямпільська селищна громада

## Список радБілогірського району
| №  | Назва                          | Центр              | Населені пункти                                                 | Площа км² | Місце за площею | Населення (2001), чол. | Місце за населенням |
| -- | ------------------------------ | ------------------ | --------------------------------------------------------------- | --------- | --------------- | ---------------------- | ------------------- |
| 1  | Великоборовицька сільська рада | с. Велика Боровиця | с. Велика Боровиця с. Іванівка                                  | 0,38      | 25              | 607                    | 20                  |
| 2  | Вікнинська сільська рада       | с. Вікнини         | с. Вікнини с. Дзвінки с. Надишень                               | 12,17     | 5               | 482                    | 25                  |
| 3  | Вільшаницька сільська рада     | с. Вільшаниця      | с. Вільшаниця с. Варивідки                                      | 22,263    | 4               | 649                    | 18                  |
| 4  | В'язовецька сільська рада      | с. В'язовець       | с. В'язовець с. Ставок                                          | 2,952     | 14              | 1144                   | 9                   |
| 5  | Денисівська сільська рада      | с. Денисівка       | с. Денисівка с. Данилівка с. Калинівка                          | 2,566     | 17              | 896                    | 13                  |
| 6  | Довгалівська сільська рада     | с. Довгалівка      | с. Довгалівка с. Москалівка                                     | 2,149     | 21              | 615                    | 19                  |
| 7  | Залузька сільська рада         | с. Залужжя         | с. Залужжя с. Вікентове с. Корниця с. Шельвів                   | 4,661     | 7               | 1279                   | 6                   |
| 8  | Йосиповецька сільська рада     | с. Йосипівці       | с. Йосипівці с. Гурщина с. Загірці                              | 26,38     | 3               | 571                    | 21                  |
| 9  | Коритненська сільська рада     | с. Коритне         | с. Коритне с. Ювківці                                           | 1,94      | 22              | 560                    | 22                  |
| 10 | Кур'янківська сільська рада    | с. Кур'янки        | с. Кур'янки с. Держаки с. Шимківці                              | 2,243     | 20              | 770                    | 15                  |
| 11 | Малоборовицька сільська рада   | с. Мала Боровиця   | с. Мала Боровиця с. Загребля с. Заріччя с. Зіньки с. Карпилівка | 2,803     | 15              | 890                    | 14                  |
| 12 | Перерослівська сільська рада   | с. Переросле       | с. Переросле с. Козин с. Червоне                                | 2,415     | 18              | 1013                   | 12                  |
| 13 | Семенівська сільська рада      | с. Семенів         | с. Семенів с. Новосеменів                                       | 2,692     | 16              | 686                    | 16                  |
| 14 | Сушовецька сільська рада       | с. Сушівці         | с. Сушівці с. Водички                                           | 1,757     | 24              | 542                    | 23                  |
| 15 | Хорошівська сільська рада      | с. Хорошів         | с. Хорошів с. Малі Калетинці с. Степанівка                      | 3,128     | 13              | 1419                   | 4                   |

* Примітки: м. — місто, с-ще — селище, смт — селище міського типу, с. — село